# ذا ميندي بروجيكت
مشروع ميندي أو ذا ميندي بروجيكت (بالإنجليزية: The Mindy Project) هو مسلسل تلفزيوني أميريكي من النوع الكوميدي عرض لأول مرة على فوكس في 25 سبتمبر 2012. المسلسل من إنتاج مشترك بين يونيفيرسل تيليفيجن و3 ارثس إنترتيمنت.

## الممثلين
- ميندي كالينغ بدور ميندي لاهيري
- كريس ميسينا بدور دانيال كاستيلانو
- إيد ويكس بدور جيرميا ريد
- آنا كامب بدور غويندولين غراندي

## روابط خارجية
- ذا ميندي بروجيكت على موقع IMDb (الإنجليزية)
- ذا ميندي بروجيكت على موقع ميتاكريتيك (الإنجليزية)
- ذا ميندي بروجيكت على موقع روتن توميتوز (الإنجليزية)
- ذا ميندي بروجيكت على موقع نتفليكس (الإنجليزية)
- ذا ميندي بروجيكت على موقع كينوبويسك (الروسية)
- ذا ميندي بروجيكت على موقع ألو سيني (الفرنسية)
- ذا ميندي بروجيكت على موقع قاعدة بيانات الفيلم (الإنجليزية)